# Meteorus jezoensis
Meteorus jezoensis är en stekelart som beskrevs av Maeto 1988. Meteorus jezoensis ingår i släktet Meteorus och familjen bracksteklar. Inga underarter finns listade i Catalogue of Life.